# Лідія Гейлер Техада
Лідія Гейлер Техада (ісп. Lidia Gueiler Tejada; 28 серпня 1921 — 9 травня 2011) — болівійська державна діячка, тимчасовий президент країни у 1979—1980 роках.

## Біографія
1948 року вступила до партії Революційний націоналістичний рух. Після приходу останньої до влади після революції 1952 року була обрана членом Конгресу (1956—1964). Переворот 1964 року змусив її виїхати з країни, її еміграція тривала наступні 15 років. Приєдналась до Революційної партії лівих націоналістів, ставши віце-президентом Революційного лівого фронту.
Після повернення на батьківщину 1979 року обрана головою Палати депутатів (нижня палата болівійського конгресу). На загальних виборах у липні того ж року жоден з кандидатів не набрав необхідної кількості голосів. У серпні військовики передали владу тимчасовому президенту Вальтеру Геварі. У листопаді того ж року владу захопив полковник Альберто Натуш, який, натикнувшись на загальний спротив, відмовився від влади. 17 листопада виконувачем обов'язки глави держави вперше в історії Болівії стала жінка — Лідія Гейлер Техада.
На червневих виборах 1980 року переміг кандидат лівих сил Ернан Сілес Суасо. Однак 17 липня військовики здійснили черговий переворот, до влади прийшов двоюрідний брат Лідії — генерал Луїс Гарсіа Меса Техада. В країні почалась громадянська війна. Гейлер Техада знову була змушена залишити країну й до падіння військової диктатури 1982 року проживала у Франції.
З середини 1980-их років на дипломатичній роботі:
- 1982—1983 — посол у ФРН,
- 1983—1986 — посол в Колумбії,
- 1992—2001 — посол у Венесуелі.

З 2001 року у відставці.
У червні 2009 року була обрана почесним президентом фонду у справах людини в Болівії.